# Pherosphaera
Pherosphaera – rodzaj krzewów z rodziny zastrzalinowatych (Podocarpaceae). Obejmuje dwa gatunki, z których jeden (P. fitzgeraldii) jest endemitem Nowej Południowej Walii, gdzie rośnie w dwóch miejscach – przy wodospadach Wentworth Falls i Katoomba Falls w Górach Błękitnych, a drugi (P. hookeriana) jest endemitem Tasmanii. P. fitzgeraldii jest płożącym krzewem rosnącym wyłącznie w strefie stale mokrej u podnóża wodospadów. Ma status gatunku krytycznie zagrożonego. P. hookeriana rośnie na torfowiskach i nad zbiornikami w wyższych partiach gór (zwykle ponad 1000 m n.p.m.) w obrębie Mount Field National Park oraz Cradle Mountain-Lake St Clair National Park (często razem z podobnym gatunkiem – Diselma archeri). Ma status gatunku bliskiego zagrożenia.

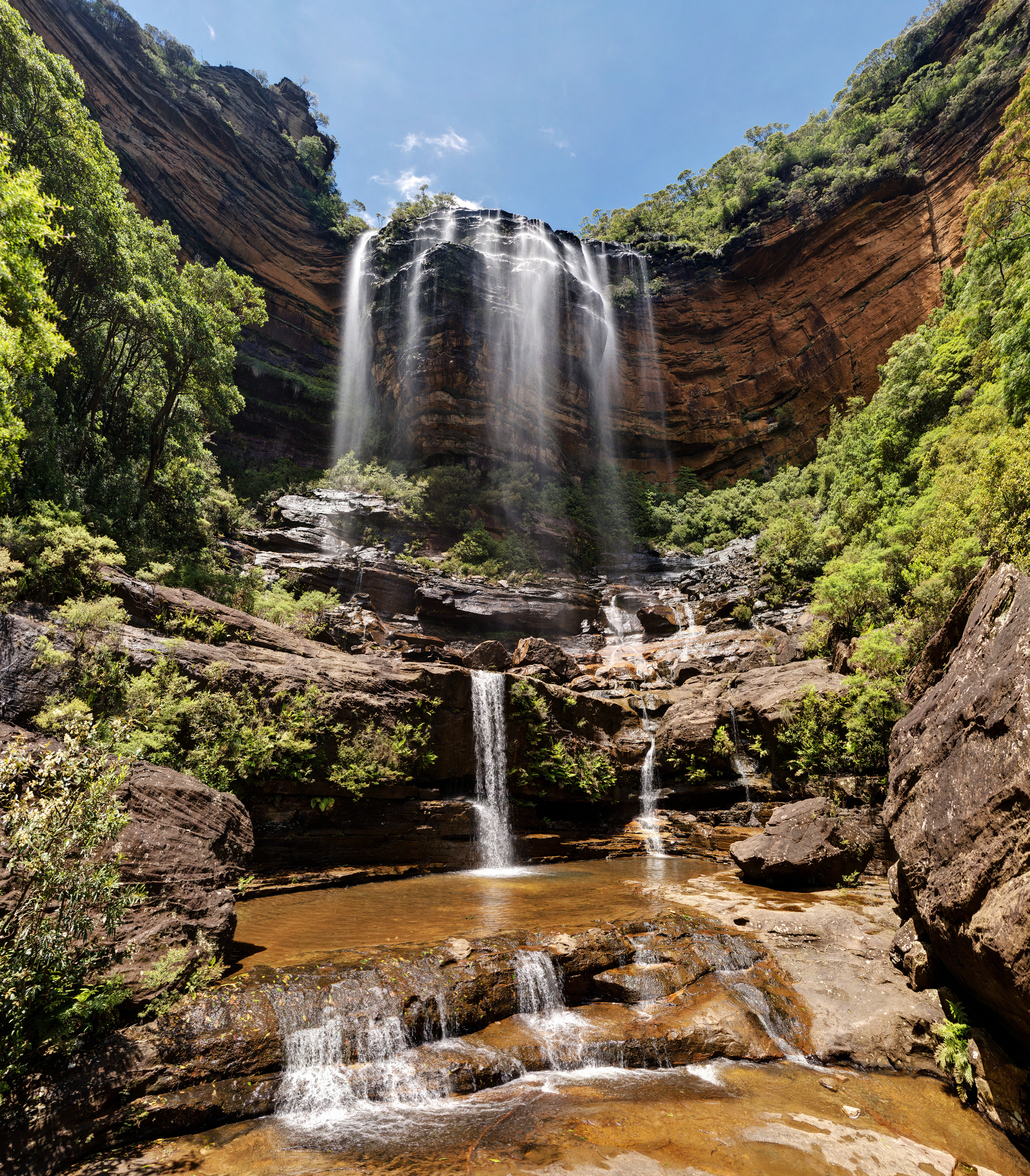
Wodospady Wentworth Falls – jedno z dwóch miejsc występowania P. fitzgeraldii

Nazwa rodzajowa utworzona została z greckich słów phero = nosić i sphaira = kula; w odniesieniu do kształtu szyszek nasiennych. Oba gatunki są rzadko uprawiane. Są natomiast wskazywane jako zasługujące na rozpropagowanie, co stanowić miałoby formę ochrony ex situ. Oba rekomendowane są do nasadzeń w ogrodach skalnych; P. fitzgeraldii w miejscach wilgotnych, np. przy fontannach, P. hookeriana – też do uprawy w pojemnikach ustawianych na patio czy balkonach. 

## Morfologia

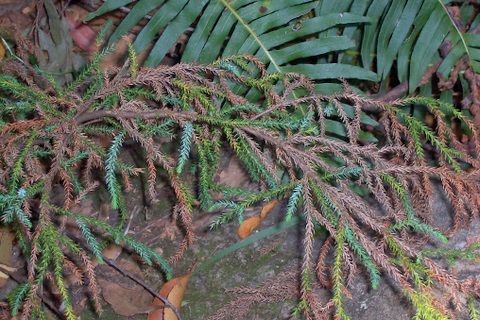
Pherosphaera fitzgeraldii

PokrójKrzewy, P. hookeriana ma pokrój wyprostowany i osiąga do 2,5 m wysokości, P. fitzgeraldii jest niskim, płożącym krzewem, rzadko osiągającym do 2 m wysokości. Kora od gładkiej do szorstkiej i łuskowatej. Pędy rozpościerające się, sztywne i krótkie u P. hookeriana lub cienkie (do 2 mm średnicy), zwisające lub płożące u P. fitzgeraldii.
LiścieNa pędach młodocianych i dojrzałych podobne do siebie. Ułożone spiralnie, gęsto zachodzące na siebie, łuskowate, osiągają 2–4, rzadko do 6 mm długości u P. fitzgeraldii oraz 1 × 1 mm u P. hookeriana.
Organy generatywneRośliny dwupienne. Kwiaty męskie skupione w strobile kuliste do jajowatych na końcach pędów, o długości 2–6 mm, wzniesione ku górze, składające się zwykle z 8–15 spiralnie ułożonych łusek (rzadziej bywa ich nieco mniej). U nasady każdej z łusek znajdują się dwa woreczki pyłkowe. Strobile żeńskie tworzą się na końcach krótkich, bocznych pędów; także są wzniesione; składają się z 5–8 (rzadziej 3–4) rozpostartych łusek płodnych, nie mięśniejących po zapłodnieniu. W każdym ze strobili rozwijają się pojedyncze (1–4) nasiona – eksponowane i wyprostowane.
NasionaJajowate, grubościenne i pozbawione skrzydełek, nieco spłaszczone i ucięte na szczycie, jasnobrązowe do szarych.

## Systematyka
Jeden z rodzajów rodziny zastrzalinowatych (Podocarpaceae).
Wykaz gatunków
- Pherosphaera fitzgeraldii (F.Muell.) F.Muell. ex Hook.f.
- Pherosphaera hookeriana W.Archer